# Tierra del Fuego (tỉnh của Chile)
Tỉnh Tierra del Fuego (tiếng Tây Ban Nha: Provincia de Tierra del Fuego) là một trong bốn tỉnh của vùng Magallanes và Antártica Chilena (XII) của Chile. Tỉnh bao gồm phần phía tây thuộc Chile của đảo chính Tierra del Fuego, ngoại trừ phần phía nam của Cordillera Darwin được quy thuộc tỉnh Antártica Chilena. (Argentina cũng có một tỉnh tên là Tierra del Fuego ở phía đông của đảo.)
Phần đảo chính Tierra del Fuego thuộc Chile có hai đô thị là thủ phủ tỉnh Porvenir, và Cerro Sombrero, và một số làng nhỏ. Một đặc điểm địa lý chủ chốt là vịnh Inútil ("vịnh vô dụng"), do các nhà địa lý học người Anh đặt tên vào cuối thế kỷ 19 do vịnh không hữu ích để làm bến cảng.

## Địa lý
Cát chứa vàng đã được ghi nhận tại một số địa điểm trên bờ biển Fuego của tỉnh Tierra del Fuego. Bộ phận Tierra del Fuego thuộc Chile được biết đến với nhiều hồ nhỏ, bao gồm hồ Blanco và hồ Deseado. Tỉnh có khí hậu cận cực đại dương, giáp với khí hậu lãnh nguyên

## Nhân khẩu
Theo điều tra nhân khẩu năm 2002 của Viện Thống kê Quốc gia (INE), tỉnh có diện tích 22.592,7 km2 và có dân số 6.904 người (4.418 nam và 2.486 nữ), mật độ 0,3/km2. Đây là tỉnh có dân cư thưa thớt thứ ba trong cả nước sau Antártica Chilena và Capitan Prat, và là tỉnh có dân số ít thứ năm trong cả nước. Trong số này, 4.734 (68,6%) sống ở thành thị và 2.170 (31,4%) sống ở nông thôn. Giữa các cuộc điều tra dân số năm 1992 và 2002, dân số giảm 1,2% (81 người).

## Lịch sử
Đường bờ biển của các hòn đảo là nơi thuận lợi cho các địa điểm định cư trong hàng ngàn năm của người da đỏ châu Mỹ. Đặc biệt, khu vực vịnh Wulaia của đảo Navarino (phía nam tỉnh) đã phát hiện được bằng chứng về sự định cư của người Yaghan hơn 10.000 năm trước.
Một cơn sốt vàng xảy ra vào cuối thế kỷ 19 và đầu thế kỷ 20.